# Айи-ле-О-Клоше (кантон)
Айи́-ле-О-Клоше́ (фр. d'Ailly-le-Haut-Clocher) — упраздненный кантон во Франции, регион Пикардия, департамент Сомма. Входил в состав округа Абвиль.
В состав кантона входили коммуны (население по данным Национального института статистики за 2009 г.):
- Айи-ле-О-Клоше (859 чел.)
- Брюкам (143 чел.)
- Бюиньи-а'Аббе (329 чел.)
- Бюссю-Бюссюель (289 чел.)
- Виллер-су-Аи (185 чел.)
- Горанфло (234 чел.)
- Домкёр (283 чел.)
- Йокур-Бюссю (213 чел.)
- Кокерель (200 чел.)
- Крамон (298 чел.)
- Кулонвилле (246 чел.)
- Лон (667 чел.)
- Мезон-Ролан (116 чел.)
- Мений-Домкёр (96 чел.)
- Муфле (89 чел.)
- Онё (367 чел.)
- Пон-Реми (1 429 чел.)
- Сен-Рикье (1 266 чел.)
- Франсьер (182 чел.)
- Эрни (206 чел.)

## Экономика
Структура занятости населения:
- сельское хозяйство — 15,7 %
- промышленность — 9,3 %
- строительство — 10,7 %
- торговля, транспорт и сфера услуг — 27,5 %
- государственные и муниципальные службы — 36,7 %

## Политика
На президентских выборах 2012 г. жители кантона отдали в 1-м туре Марин Ле Пен 27,0 % голосов против 26,6 % у Николя Саркози и 25,5 % у Франсуа Олланда, во 2-м туре в кантоне победил Саркози, получивший 51,1 % голосов (2007 г. 1 тур: Саркози — 29,3 %, Сеголен Руаяль — 23,9 %; 2 тур: Саркози — 54,1 %). На выборах в Национальное собрание в 2012 г. по 1-му избирательному округу департамента Сомма в 1-м туре они отдали незначительное большинство голосов — 33,6 % — кандидату Социалистической партии Паскаль Буастар, но во 2-м туре в кантоне победил кандидат правых Стефан Декайё, набравший 51,7 % голосов. На региональных выборах 2010 года в 1-м туре победил список «правых», собравший 28,7 % голосов против 26,8 % у списка социалистов и 15,7 % у Национального фронта. Во 2-м туре «левый список» с участием социалистов и «зелёных» во главе с Президентом регионального совета Пикардии Клодом Жеверком получил 44,3 % голосов, «правый» список во главе с сенатором Каролин Кайё занял второе место с 36,8 %, а Национальный фронт с 18,9 % финишировал третьим.
|  | Кандидат              | Партия                  | % голосов |
|  | --------------------- | ----------------------- | --------- |
|  | Даниель Дюбуа         | Новый центр             | 53,29     |
|  | Эмили Маон            | Социалистическая партия | 22,94     |
|  | Жан-Франсуа Войтисьяк | Национальный фронт      | 17,58     |
|  | Алин Домитиль         | Прочие левые            | 6,19      |

|  | Кандидат      | Партия                         | % голосов |
|  | ------------- | ------------------------------ | --------- |
|  | Даниель Дюбуа | Союз за французскую демократию | 54,05     |
|  | Николя Дюмон  | Социалистическая партия        | 24,01     |
|  | Рено Брассёр  | Национальный фронт             | 13,85     |
|  | Люк Гамбе     | Крайне правые                  | 4,50      |
|  | Бернар Флют   | Коммунистическая партия        | 3,58      |